# Trypoxylon clavicerum
Trypoxylon clavicerum — вид песочных ос из подсемейства Crabroninae (триба Trypoxylini).

## Распространение
Европа: Балеарские острова, Бельгия, Великобритания, Германия, Греция, Испания, Италия, Польша, Франция, Россия, Украина, Швеция и др.

## Описание
Длина 4—6 мм. Расстояние между глазами и лобным щитком короче щитка. Передний край наличника двузубчатый. Переднее крыло с 1 радиомедиальной и 1 дискоидальной ячейками.